# 正受院 (東京都北区)
正受院（しょうじゅいん）は、東京都北区滝野川二丁目にある浄土宗の寺院。

## 歴史
伝承によると、室町時代の弘治年間（1555年 - 1558年）に、大和国（現在の奈良県）で修行をしていた学仙房という僧が、霊夢によって同地を訪れ、正受院を開いたと言われている。
同院には、蝦夷地探検で著名な江戸時代後期の探検家・近藤重蔵の石像がある。同像は、近藤が正受院の隣に「滝野川文庫」と名付けた書斎を建て、居住していたことによるものである。
本堂裏には石神井川が流れているが、そこにはかつて不動の滝という滝があったことが『江戸名所図会』にて説明されている。
また水子や赤ちゃんを供養する納骨堂があることから、同院は「赤ちゃん寺」とも呼ばれている。
不動堂には、学仙坊が川からすくい上げたと言われている不動明王像（一説によると弘法大師作とも言われている）が祀られている。

## 主な施設
- 本堂
- 慈眼堂（納骨堂）
- 不動堂
- 山門 - 1902年の竣工。
- 近藤守重像
- 不動の滝跡
- 墓地

## アクセス
- JR京浜東北線・東京メトロ南北線・都電荒川線王子駅より徒歩7分
- 拝観は無料。日中の時間帯のみ受け付け。